# Coelacanthus granulatus
Coelacanthus granulatus — вид вимерлих лопатеперих риб ряду Целакантоподібні (Coelacanthiformes). Вид є близьким до сучасної латимерії. Досягали близько одного метра довжини. Мали довгі лопастоподібні плавці.
Всього відомо 12 скам'янілостей цієї риби. 8 копалин знайдено у Німеччині, 4 у Великій Британії.

## Ресурси Інтернету
- Coelacanthiformes